# Список потерь авиации сторон в ходе войны НАТО против Югославии (1999)
В данном списке перечислены потери пилотируемых летательных аппаратов ВВС НАТО и Союзной Республики Югославия (СРЮ) в ходе Балканской войны 1999 года. Приведены только безвозвратные потери (то есть летательные аппараты, которые были полностью уничтожены или списаны из-за невозможности ремонта), которые могут быть признаны достоверными на основании наличия детальных данных о них — типа и серийного номера, номера подразделения, имени пилота, причины потери.

## Общая оценка

### Оценки потерь НАТО
Согласно официальным данным НАТО, за 11 недель проведения операции «Союзная сила» (Allied Force) боевые потери авиации Альянса составили 2 самолёта. Кроме того, по не боевым причинам было потеряно 2 самолёта и 2 вертолёта.
Альтернативные оценки потерь НАТО гораздо выше, но отличаются противоречивостью. Так, в книге П. Лыткина «Справочник по вооруженным силам стран Балканского региона» отмечается, что к 20 мая 1999 года потери НАТО составили 109 самолётов «сбитыми безусловно», 15 самолётов «сбиты вероятно». Югославские СМИ в конце мая — начале июня 1999 года сообщали о сбитии более чем 120 самолётов и 40 вертолётов НАТО. Заместитель министра информации СРЮ Радмила Висич заявила 1 июня 1999 года, что к настоящему времени сбито более 190 летательных аппаратов НАТО. 15 июня 1999 года начальник генерального штаба СРЮ Драголюб Ойданич объявил, что к этому моменту ВВС и ПВО страны уничтожили 61 самолёт, 7 вертолётов, 30 беспилотных летательных аппаратов и 238 крылатых ракет. Именно эти цифры получили большое распространение и приводятся во многих источниках. Распределение по различным частям и видам вооружённых сил Югославии следующее:
- 1-я Армия: 6 самолётов, 129 крылатых ракет;
- 2-я Армия: 24 самолёта, 2 вертолёта, 2 беспилотных летательных аппарата, 30 крылатых ракет;
- 3-я Армия: 34 самолёта, 5 вертолётов, 25 беспилотных летательных аппаратов, 52 крылатые ракеты;
- ВМС: 3 самолёта, 3 беспилотных летательных аппарата, как минимум 5 крылатых ракет.

В сумме получается 67 самолётов, 7 вертолётов, 30 беспилотных летательных аппаратов и как минимум 216 крылатых ракет. Можно заметить, что эти цифры несколько отличаются от приведённых выше; в одном из источников это объяснено тем, что в отчёты отдельных командиров включены все самолёты, сочтённые сбитыми, в то время как официальная цифра включает только те, которые упали на территории Югославии. Однако в бюллетене организации Truth in Media цифры, обнародованные Ойдановичем, рассматриваются отдельно от цифр, обнародованных командующими армий и ВМС. Все эти цифры просуммированы и потери НАТО определены следующим образом: 128 самолётов, 14 вертолётов, 60 беспилотных летательных аппаратов и как минимум 454 крылатые ракеты. Можно предположить, что с точки зрения министерства обороны Югославии такая трактовка опубликованной статистики является ошибочной.
В 2000 году министерство обороны Югославии откорректировало свои цифры и заявило об уничтожении только 31 самолёта (включая один F-117), 6 вертолётов, 11 беспилотных летательных аппаратов и примерно 40 крылатых ракет, что, тем не менее, по-прежнему заметно выше данных НАТО.
В учебном пособии Л. Ямпольского «Обобщённый анализ применения средств воздушного нападения ОВС НАТО при проведении военной операции в Югославии „Решительная сила“ и в других локальных войнах в 90-х годах», изданном Ульяновским государственным техническим институтом, говорится, что по данным Генерального штаба Вооружённых Сил Российской Федерации потери НАТО составили 23 боевых самолёта, 4 вертолёта, 11 беспилотных летательных аппаратов и 44 крылатые ракеты.
В марте 2008 года сербская газета «Политика» опубликовала статью «Milošević nije dozvolio napade na NATO», посвящённую 9-й годовщине начала военной операции НАТО против Югославии. В этой статье были приведены следующие цифры потерь, нанесённых югославской ПВО авиации НАТО:
- Уничтожено 56 летательных аппаратов (2 самолёта, 9 БПЛА, 45 крылатых ракет)
- Повреждено 38 летательных аппаратов (36 самолётов и 2 вертолёта)

Наиболее подробно предполагаемые сокрытые потери НАТО описывает в своей статье «Сколько самолетов НАТО бомбило Югославию?» аргентинский исследователь Диего Зампини. По американской авиации он не приводит никаких итоговых цифр, по британской — сообщает со ссылкой на «русскую разведку», что было списано не менее 16 ударных самолётов «Торнадо» и «Харриер». В большинстве случаев Зампини не указывает серийные номера сбитых машин; в тех случаях, когда он указывает номер, проверка по другим источникам показывает, что данная машина продолжала эксплуатироваться после войны:
- B-2 «Спирит» (серийный номер 88-0329, «Дух Миссури»), как утверждает Зампини, сбит 20 мая 1999 года над пригородом Белграда ЗРК С-300П. Однако этот самолёт был сфотографирован во время военной операции против Ирака в 2003 году[12] и продолжал эксплуатироваться в 2004 году[13].
- B-2 «Спирит» (серийный номер 88-0332, «Дух Вашингтона»), как утверждает Зампини, подбит 1 июня 1999 года над Сремом и упал на территории Хорватии. Однако этот самолёт был сфотографирован на авиабазе Неллис в 2005 году[14] и на нескольких других авиабазах в 2006—2007 годах[15].
- B-1B «Лансер» (серийный номер 85-0074), как утверждает Зампини, сбит 20 мая 1999 года над пригородом Белграда ЗРК С-300П. Однако имеется ряд фотографий этого самолёта, сделанных в 2008 году на авиационных выставках FIDAE 2008 (Сантьяго) и ILA 2008 (Берлин)[16].
- B-52H «Стратофортресс» (серийный номер 61-0020), как утверждает Зампини, сбит 7 июня 1999 года ЗРК «Куб-М». Однако этот самолёт был замечен энтузиастами авиации на авиабазе Барксдейл в апреле 2000 года[17] и мае 2005 года[18].
- A-10A «Тандерболт» II (серийный номер 81-0984), как утверждает Зампини, 16 апреля был подбит ракетой ПЗРК «Стрела-2M», совершил вынужденную посадку в Македонии, причём полученные им повреждения ремонту не подлежали (то есть самолёт был списан). Однако имеется ряд фотографий этого самолёта в полёте и на земле, сделанных на авиабазах Бельгии и Великобритании в 2001—2009 годах[19].

Интересно, что Зампини допускает неточности даже в описании тех эпизодов, которые официально подтверждены НАТО:
- 21 апреля с самолётом F-117 (серийный номер 86-0837) произошёл инцидент класса A, о чём было написано в журнале ВВС США Air Forces Monthly. Зампини утверждает, что по данным ГРУ этот самолёт был подбит зенитным огнём и что «на жаргоне американских летчиков, „авария класса А“ означает не подлежащие ремонту повреждения». Информацию о подбитии этого F-117 проверить затруднительно, однако в своей трактовке инцидента класса A Зампини ошибается. Во-первых, термин «инцидент класса A» (Class A mishap) не относится к жаргону лётчиков, а является официальным понятием, используемым ВВС США. Во-вторых, это понятие совсем необязательно означает, что повреждения самолёта не подлежат ремонту. «Инцидентом класса A» считается инцидент, удовлетворяющий хотя бы одному из трёх критериев[20]:

1) гибель людей или увечье, приводящее к инвалидности;

2) потеря летательного аппарата;

3) повреждения или убытки на сумму свыше 1 млн долларов.

К примеру, в 2008 финансовом году в ВВС США произошло 17 инцидентов класса A, но при этом было потеряно всего 8 летательных аппаратов. Таким образом, на основании только того факта, что происшествие с самолётом F-117 21 апреля 1999 года было определено как инцидент класса A, невозможно с уверенностью утверждать, что этот самолёт был списан.
- 2 мая был сбит F-16 (серийный номер 88-0550), лётчик был эвакуирован спасательной службой ВВС США. Зампини пишет, что самолёт пилотировал подполковник Гай Дальбек, однако в реальности это был подполковник Дэвид Голдфейн, позднее давший детальное описание этого эпизода[21].

Принимая во внимание вышеперечисленные неточности в статьях Зампини, вся его информация, как и информация других альтернативных источников о сокрытии НАТО потерь авиатехники может вызывать сомнение.
Воевавший в Косово добровольцем Андрей Мартынов высказал в журнале «Солдат удачи» (№ 12, 1999) следующее мнение:

Авиация противника ходила порой буквально по нашим головам, уверенная в своей безнаказанности. Победные реляции командования сербской армии о якобы десятках сбитых самолетов — сказка. За два месяца бомбардировок по TV показали сбитые F-117 и F-16. Где же обломки других самолетов? Не все же они в море падали? А если сбивали на суше, то где же лётчики? Например, лётчика ночного бомбардировщика натовские спасатели вытащили чуть ли не из центра Белграда.

Действительно, югославская сторона не представила в СМИ ни одного пленного пилота НАТО, хотя три военнослужащих сухопутных войск США, попавшие в плен 31 марта 1999 года, были продемонстрированы. В Белградском музее авиации находятся обломки лишь тех самолётов, которые были признаны НАТО сбитыми в ходе боевых действий (F-117, F-16 и фрагменты двигателя штурмовика A-10, совершившего аварийную посадку на втором двигателе в Скопье).
В 1999 году сербский Ми-8 расстрелял из пулемета разведывательный БПЛА. Как минимум один «Томагавк» сбил сербский МиГ-21. По всей видимости это единственные подтвержденные воздушные победы авиации Сербии.

### Оценки потерь Югославии
Сербский сайт Dragan’s Aviation Corner и статья Михаила Никольского «ВВС Сербии» в журнале «Авиация и космонавтика» дают исчерпывающую информацию о потерях, понесённых югославскими военно-воздушными силами в ходе войны. В общей сложности было потеряно около 75 самолётов (из них лишь 6 в воздушных боях, все — МиГ-29; остальные самолёты уничтожены на аэродромах), в том числе:
- 33 истребителя МиГ-21
- 11 истребителей МиГ-29
- около 20 учебно-тренировочных Г-2 «Галеб»[29]
- 6 учебно-боевых Г-4 «Супер Галеб»
- 1 штурмовик J-22 «Орао»
- 1 военно-транспортный Ан-26
- 3 военно-транспортных Ан-2

Всего в Югославию было поставлено 16 самолётов МиГ-29 (14 одноместных истребителей МиГ-29Б и 2 двухместных учебно-боевых МиГ-29УБ). В ходе войны потеряно 11 самолётов (10 МиГ-29Б и 1 МиГ-29УБ), из которых 6 были сбиты в воздушных боях и 5 потеряны по иным причинам (по данным сайта ACIG.org, из них четыре самолёта были уничтожены на земле и ещё один разбился в небоевом вылете; по данным сайта Dragan’s Aviation Corner, из шести самолётов, потерянных в воздухе, четыре были сбиты противником и два предположительно могли стать жертвами «дружественного огня»). Пресс-служба НАТО заявляла об уничтожении 14 МиГ-29; можно предположить, три из них были деревянными макетами, применявшимися югославской стороной для введения противника в заблуждение. Пять самолётов, уцелевших после войны, прошли модернизацию в России в 2006—2008 годах.
Некоторые источники сообщали о том, что 12 июня 1999 года, уже после прекращения операции «Союзная сила» и накануне ввода в Косово наземных войск НАТО, с аэродрома Слатина (возле Приштины, Косово) для перелёта в Сербию взлетели 11 МиГ-29 и 29 МиГ-21, причём это произошло в присутствии западных корреспондентов. Данное сообщение, скорее всего, является недостоверным, поскольку и сербские, и российские, и западные источники сходятся на том, что в перелёте участвовали всего 11 истребителей МиГ-21бис (а также один учебно-тренировочный МиГ-21УМ). Это были все полётопригодные самолёты, оставшиеся у базировавшегося в Слатине 83-го истребительного авиаполка к моменту завершения бомбардировок. Из-за высоких потерь в матчасти этот полк впоследствии был расформирован. Что же касается самолётов МиГ-29, то, как указано выше, войну пережили лишь пять машин. Кроме того, все югославские МиГ-29 находились в составе 127-й истребительной эскадрильи, базировавшейся в Батайнице под Белградом; ни в одном из доступных источников не упоминается факт перебазирования этой эскадрильи к июню 1999 года в Слатину, что позволяет поставить его под сомнение.

## НАТО (потери, подтвержденные НАТО)
- 27 марта 1999 —— F-117A «Найтхок» (сер. номер 82-0806, 7-я тактическая истребительная эскадрилья[39] 49-го тактического истребительного крыла ВВС США). Сбит ЗРК С-125 (3-я батарея 250-й бригады ПВО, командир — Золтан Дани) в районе деревни Будановцы[40][41]. Существует также версия, что он мог быть сбит истребителем МиГ-29, пилотировавшимся Гвозденом Дюкичем[11][42]. Как сообщает сербская газета «Политика», «Гвозден Дюкич» (Gvozden Đukić) — это боевой псевдоним, использовавшийся Золтаном Дани в ходе войны[43]. Однако никаких доказательств факта сбития им F-117 нет. Пилот подполковник Дэйл Зелко[44] катапультировался и был спасён.
- 26 апреля 1999 —— AH-64A «Апач» (сер. номер 88-0250, рота B 6-го батальона 6-го кавалерийского полка Армии США). Потерпел аварию в Албании во время посадки после ночного тренировочного вылета. Оба члена экипажа выжили.[45][46]
- 1 мая 1999 —— AV-8B+ «Харриер» II (номер 164568, 365-я средняя вертолётная эскадрилья Корпуса морской пехоты США). Упал в Адриатическое море восточнее Бриндизи (Италия) при посадке на палубу авианосца «Теодор Рузвельт» после тренировочного вылета. Пилот катапультировался и спасён.[47][48]
- 2 мая 1999 —— F-16C Блок 40D «Файтинг Фалькон» (сер. номер 88-0550, 555-я истребительная эскадрилья ВВС США). Подбит в районе Накучани ЗРК С-125. Пилот командир 555-й эскадрильи подполковник Дэвид Голдфейн катапультировался после отказа двигателя и спасён.[49][50]
- 5 мая 1999 —— AH-64A «Апач» (сер. номер 88-0225, рота C 6-го батальона 6-го кавалерийского полка). Потерпел катастрофу в Албании во время ночного тренировочного вылета. Оба члена экипажа (чиф уоррент-офицер 3 Дэвид Гиббс, чиф уоррент-офицер 2 Кевин Рейхерт) погибли.[46][51].
- 11 июня 1999 —— C-130K «Геркулес» C.1 (номер XV298, Королевские ВВС Великобритании). Разбился при взлёте с аэродрома Кукеш (Албания) из-за смещения груза в грузовой кабине[52]. Пострадал 1 человек из числа находившихся на борту.

## Союзная Республика Югославия (потери, подтверждённые Югославией)
В списке ниже приведены детали потерь только МиГ-29 и J-22, поскольку относительно самолётов других типов подробные данные в большинстве случаев отсутствуют.
- 24 марта 1999 —— МиГ-29Б (номер 18112, 127-я истребительная эскадрилья). Сбит юго-западнее Приштины истребителем F-15C (493-я экспедиционная истребительная эскадрилья 48-го истребительного крыла ВВС США, полковник Сесар Родригес). Пилот майор Илио Аризанов катапультировался и спасён.[11][27][53]
- 24 марта 1999 —— МиГ-29Б (номер 18111 или 18106, 127-я истребительная эскадрилья). Сбит в районе села Тител истребителем F-16A/MLU (322-я эскадрилья Королевских ВВС Нидерландов, предположительно Петер Танкинк; в некоторых источниках указывается подполковник Йон Абма, что является ошибкой[54]). Пилот майор Небойша Николич катапультировался и спасён.[11][27][53]
- 24 марта 1999 —— МиГ-29Б (номер 18106 или 18111, 127-я истребительная эскадрилья). Сбит истребителем F-15C (493-я экспедиционная истребительная эскадрилья 48-го истребительного крыла ВВС США, капитан Майкл Шоуэр). Пилот майор Предраг[55] Милутинович катапультировался и спасён.[11][27][53]
- 25 марта 1999 —— J-22 «Орао» (номер 25104, 241-я истребительно-бомбардировочная эскадрилья). Сбит над Косово. Пилот подполковник Живота Джурич погиб. По данным некоторых российских и украинских исследователей (Ильи Горячева[56] и Михаила Жирохова[57]), «Орао» был подбит истребителями НАТО, после чего Дьюрич совершил воздушный таран одного из самолётов противника. Сербская газета «Политика» сообщает, что «Орао» был сбит зенитным огнём боевиков Армии освобождения Косова, причём в её статье не упоминаются ни воздушный бой, ни таран.[58] Согласно статье Дмитрия Неклюдова «Сербские соколы — сломанные крылья» на сайте СРПСКА.Ру, самолёт Джурича по свидетельствам очевидцев был сбит огнём с земли во время нанесения удара по лагерю Армии освобождения Косово на горе Чичавица, и пилот направил горящую машину на скопление боевиков.[59]
- 26 марта 1999 —— МиГ-29Б (номер 18113, 127-я истребительная эскадрилья). Сбит в районе Трнава, Босния, истребителем F-15C (493-я экспедиционная истребительная эскадрилья 48-го истребительного крыла ВВС США, капитан Джеффри Хванг). Пилот капитан 1-го класса Зоран Радосавлевич погиб.[11][27][53]
- 26 марта 1999 —— МиГ-29Б (номер 18114, 127-я истребительная эскадрилья). Сбит над Боснией истребителем F-15C (493-я экспедиционная истребительная эскадрилья 48-го истребительного крыла ВВС США, капитан Джеффри Хванг). Подполковник Слободан Перич катапультировался и спасён.[11][27][53] По другим данным, Перич катапультировался над территорией Сербии.[60].
- 26 марта 1999 — МиГ-29Б (номер 18107, 127-я истребительная эскадрилья). Списан в Батайнице по неизвестным причинам.[61]
- 26 марта 1999 —— МиГ-29Б (номер 18110, 127-я истребительная эскадрилья). Потерян по неясным причинам в районе Поникве, возможно, во время небоевого вылета. Пилот майор Слободан Тесанович катапультировался и, очевидно, спасён[62].
- 24 апреля 1999 — МиГ-29УБ (номер 18302, 127-я истребительная эскадрилья). Списан по неизвестным причинам.[61]
- 27 апреля 1999 — МиГ-29Б (номер 18103, 127-я истребительная эскадрилья). Списан в Батайнице по неизвестным причинам.[61]
- 4 мая 1999 —— МиГ-29Б (номер 18109, 127-я истребительная эскадрилья). Сбит истребителем F-16CJ (78-я экспедиционная истребительная эскадрилья ВВС США, подполковник Майкл Гецзи). Пилот командир 204-го истребительного авиаполка подполковник Миленко Павлович погиб.[11][27][53] По версии ACIG.org, самолёт одновременно подвергся атаке американского истребителя и обстрелу дружественными войсками с земли; утверждается, что в обломках МиГа были найдены фрагменты ракеты ПЗРК «Стрела-2М»[30].
- 11 мая 1999 — МиГ-29Б (номер 18104, 127-я истребительная эскадрилья). Списан в Нише по неизвестным причинам.[61]